# Marchirolo
Marchirolo är en ort och kommun i provinsen Varese i regionen Lombardiet i Italien. Kommunen hade 3 491 invånare (2018).